# سفارت مجارستان در لندن
سفارت مجارستان در لندن (به انگلیسی: Embassy of Hungary) یک سفارت در بریتانیا است که در لندن واقع شده‌است.